# عرب‌شاه‌وردی
عرب‌شاه‌وردی (به لاتین: Ərəbşahverdi) یک منطقهٔ مسکونی در جمهوری آذربایجان است که در شهرستان گوی‌چای واقع شده‌است.